# Olga Fikotová
Pour les articles homonymes, voir Connolly.
Olga Fikotová mariée puis divorcée Connolly, née le 13 novembre 1932 à Most et morte le 12 avril 2024, est une athlète spécialiste du lancer du disque, et une joueuse de basket-ball américano-tchécoslovaque.
Elle est sacrée championne olympique du disque en 1956 à Melbourne.

## Biographie
Née en Tchécoslovaquie, elle a remporté sous son nom de naissance pour sa patrie d'origine la médaille d'or du lancer du disque aux Jeux olympiques de 1956. À ces jeux, elle fait la connaissance du lanceur de marteau américain Harold Connolly. Ils se marient en octobre 1957 et Fikotová concourt dès lors sous le nom d'Olga Connolly pour les États-Unis.
Elle remporte cinq fois les championnats des États-Unis et participe encore quatre fois aux Jeux olympiques sans y remporter de nouvelles médailles. À ses derniers Jeux, à Munich en 1972, elle est porte-drapeau de la délégation américaine.
Joueuse de basket-ball, elle a participé aux championnat d'Europe de 1954 où l'équipe de la Tchécoslovaquie obtient la médaille d'argent, derrière l'URSS.

Galerie
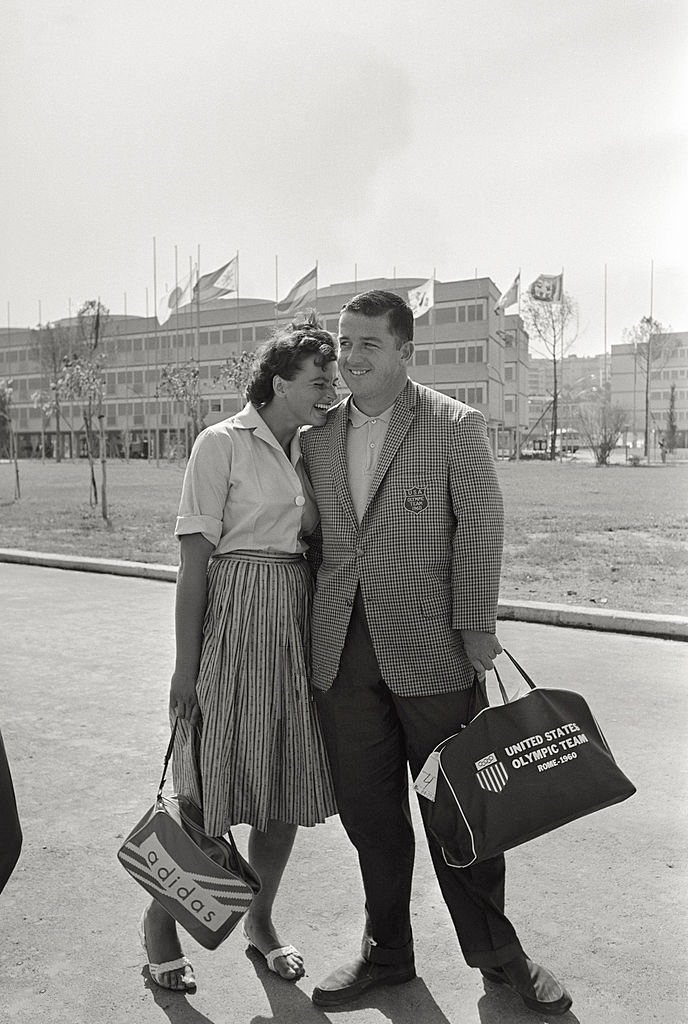
Avec Harold Connolly en 1960.
Lors d'une compétition en 1960.
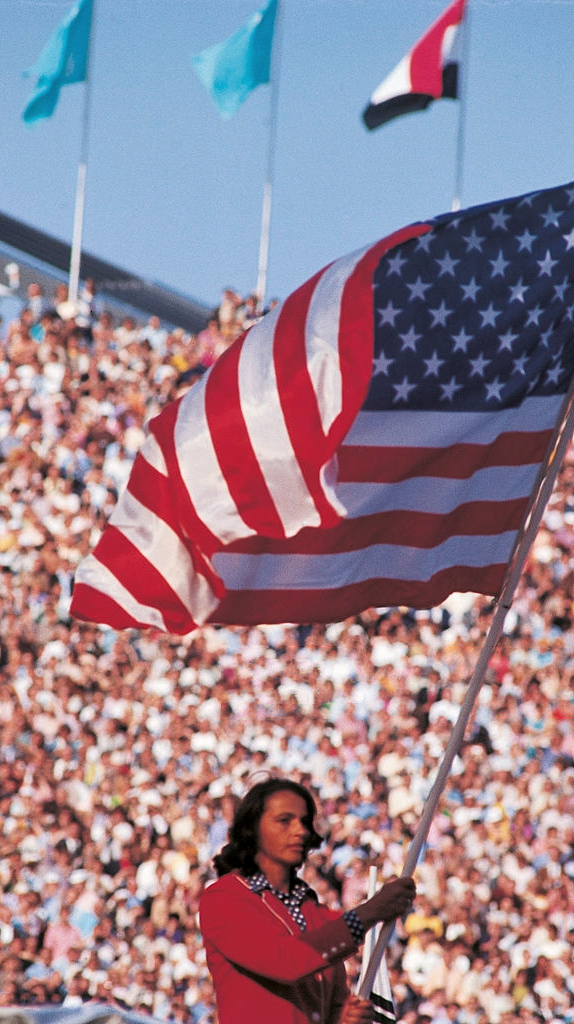
En tant que porte-drapeau des États-Unis lors des Jeux olympiques de 1972.
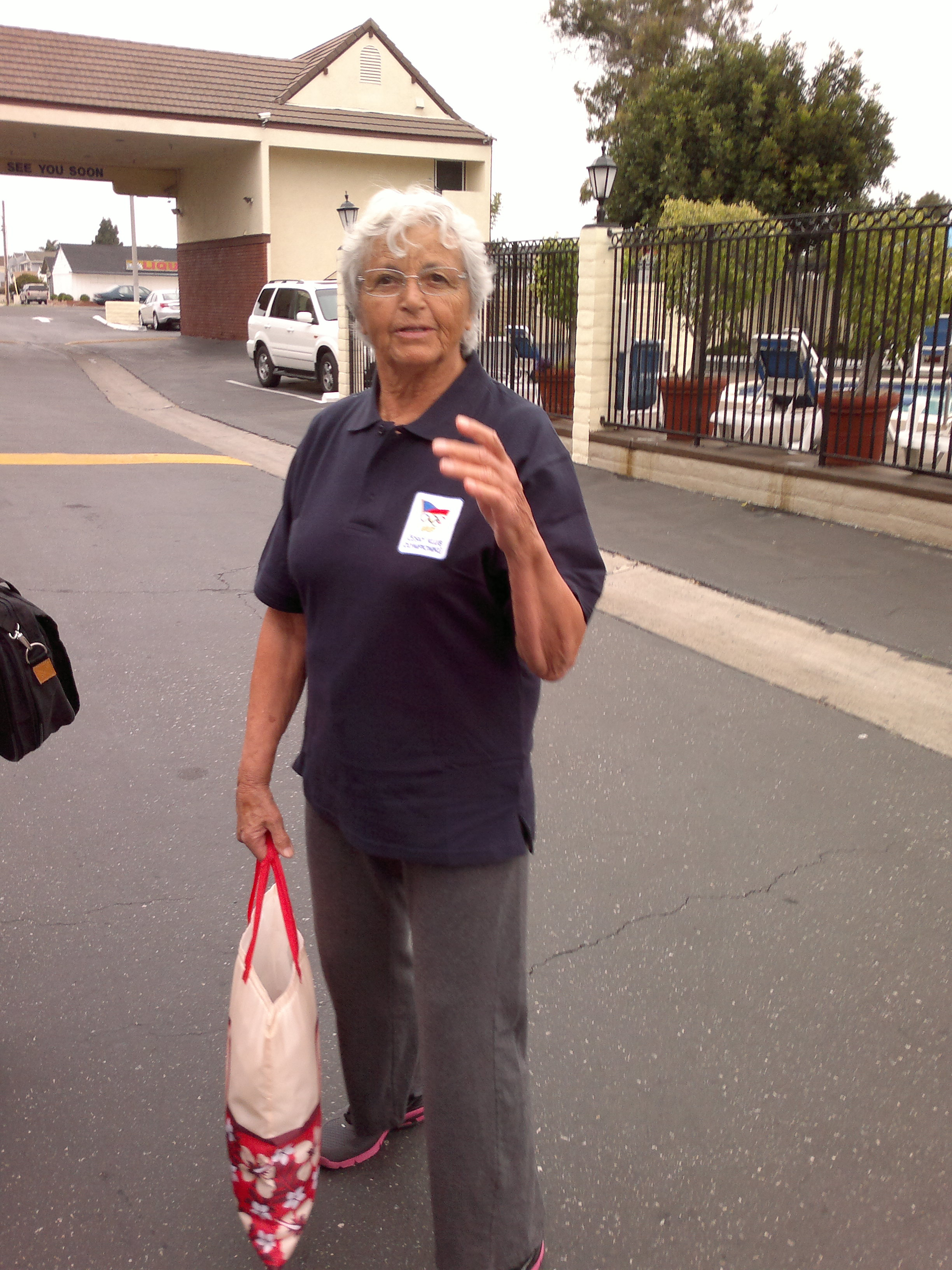
Olga Fikotová en 2012.

## Palmarès

### Athlétisme
- Jeux olympiques d'été de 1956 à Melbourne
  -  Médaille d'or au lancer du disque
- Jeux olympiques d'été de 1960 à Rome
  - 7e au lancer du disque
- Jeux olympiques d'été de 1964 à Tokyo
  - éliminée en qualifications
- Jeux olympiques d'été de 1968 à Mexico
  - 6e au lancer du disque
- Jeux olympiques d'été de 1972 à Munich
  - éliminée en qualifications

### Basket-ball
- championnat d'Europe de 1954  en Yougoslavie
  -  Médaille d'argent